# Hírlapkiadó Vállalat
A Hírlapkiadó Vállalat (rövidítve: HKV) a szocializmus időszakában a két nagy lapkiadó állami vállalat egyike volt (a másik a nevében hasonló Lapkiadó Vállalat volt). 1949-ben alapították, 1994-ben részvénytársasággá alakították, majd lényegében jogutód nélkül szűnt meg 1995-ben (a felszámolási eljárás 1997-ig tartott).

## Története
A vállalat elődje az 1944-ben alakult Szikra Irodalmi és Lapkiadó Vállalat Nyomdai Rt. volt, amelyet az 1948-as államosítás után három cégre bontottak: nyomda, Kossuth Kiadó néven könyvkiadó, Szabadság Lapkiadó Vállalatként pedig lapkiadó lett belőle. A lapkiadót 1949. január 19-én jegyezték be a VIII. kerületi iparlajtromba, akkor még Szabadság Lapkiadó Vállalat néven, tulajdonosként pedig a Magyar Dolgozók Pártja volt feltüntetve. Az újonnan létrejött vállalat a József körút, Blaha Lujza tér, Somogyi Béla utcák által határolt, évtizedekig "sajtópalota" néven ismert épülettömbben helyezkedett el, ahol nem csak szerkesztőségek, de komplett nyomda és expedíció is rendelkezésre állt. (A háború előtt a Budapesti Hírlap székháza volt az épület.)
1970-ben a Magyarországon megjelenő lapok egyharmadát a HKV adta ki, évente 37 ezer tonna papírt használva fel. Olyan lapok jelentek meg a HKV technikai gondozásában, mint a Népszabadság, Esti Hírlap, Pest Megyei Hírlap, Szabad Föld, Hétfői Hírek majd Vasárnapi Hírek, Magyarország, Figyelő, Nők Lapja, Képes Újság, Tükör, majd Új Tükör, Ludas Matyi, Élet és Tudomány stb. Számtalan kisebb példányszámban megjelenő üzemi lap kiadását is a HKV végezte. Az egyes lapoknak volt egy tulajdonosuk és egy kiadójuk. A Népszabadság tulajdonosa a Magyar Szocialista Munkáspárt (MSZMP) Központi Bizottsága volt, a kiadója pedig a HKV, az Esti Hírlap tulajdonosa az MSZMP Budapesti Bizottsága, a Szabad Földé a Hazafias Népfront stb. A tulajdonosi jogok azonban sokkal kevésbé az anyagiak és szerzői jogok feletti diszponálást jelentették, mint inkább a szellemi-ideológiai háttér és irányvonal meghatározását. A kiadói feladatok pedig a technikai-pénzügyi munkafolyamatokra korlátozódtak, mint például a hirdetések szervezése vagy a nyomdai előállítás. A Hírlapkiadó Vállalatnak azonban más jellegű feladata is volt: középirányítói szervként ellátta a megyei lapkiadó vállalatok gazdálkodási, terjesztési tevékenységéhez tartozó feladatokat is.

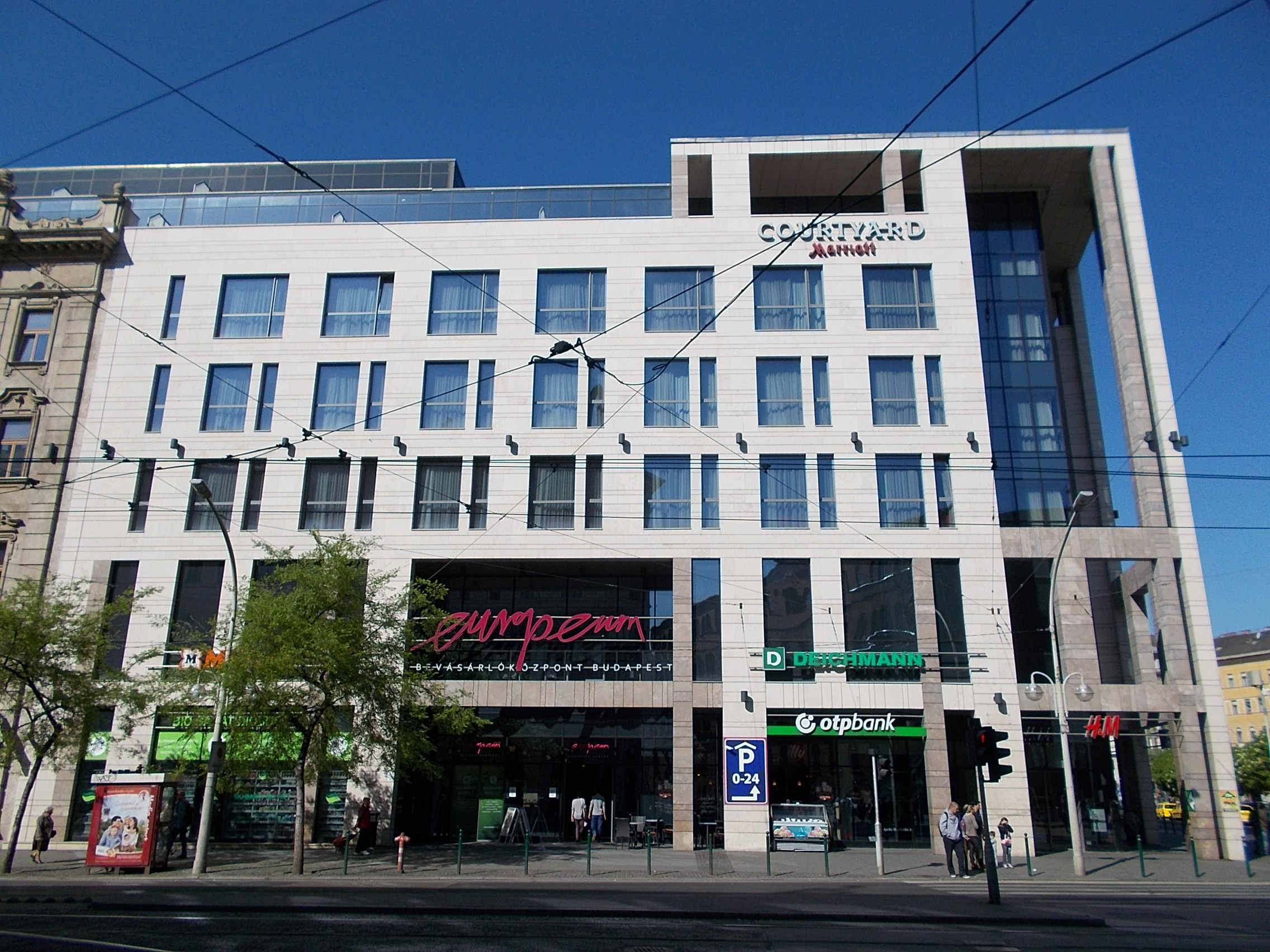
A Sajtópalota telkére épült Europeum körúti homlokzata 2016-ban

A magyarországi rendszerváltástól az 1994-ben remélt privatizációig a HKV hatalmas portfóliója elolvadt. A legtöbb lap vagy a szerkesztőség által létrehozott lapkiadó vállalkozás, vagy nagyobb médiaholding tulajdonába került, vagy egyszerűen megszűnt. A vállalatot 1994-ben előkészítették privatizációra, ekkortól Hírlapkiadó Rt. néven folytatta tevékenységét. Kiadásában ekkor már csak egy tucatnyi lap jelent meg, köztük olyan értékes, vagy profitábilis kiadványok, mint például az Expressz, az Esti Hírlap vagy a Magyar Nemzet. A privatizációs folyamat átívelt egy kormányváltáson (a konzervatív Boross-kormányt az 1994-es választáson a szocialista Horn-kormány váltotta), ami számos döntést utólag vitatottá tett, több lap is Hírlapkiadó-botrányként tálalta a Hírlapkiadó magánosításának fordulatait. Végül a privatizáció többszöri nekifutást követően is sikertelen volt: a kiadóvállalat portfóliójába tartozó lapokat egyenként értékesítették, az így kiürített részvénytársaságot pedig felszámolták.
A Hírlapkiadó 14 ezer négyzetméteres, kétmilliárd forint értékűre becsült ikonikus Blaha Lujza tér 3. szám alatti ingatlana, a "Sajtópalota" 1997-re teljesen kiürült, 2005-ben kezdték meg a bontását és 2011-ben adták át a helyén felépült Europeum szállodát és bevásárlóközpontot.